# Jacaré (Niterói)
Jacaré é um bairro da Região Oceânica de Niterói, estado do Rio de Janeiro. Tem, como limites, os bairros de Santo Antônio, Piratininga, Cafubá, Cantagalo, Vila Progresso, Muriqui, Rio do Ouro, Serra Grande e Maravista. É um bairro pouco conhecido, em parte pelo fato de que a maioria dos estabelecimentos comerciais ao longo da principal via que o atravessa, a Estrada Francisco da Cruz Nunes, utilizam nomes de outros bairros, como, por exemplo, Itaipu.

## Etimologia
Seu nome tem origem no Rio Jacaré, que atravessa seu território, e onde, segundo informações de moradores na década de 1990, ainda era possível encontrar por lá tais animais.

## Geografia
No interior do bairro, ainda encontram-se produtores agrícolas e criadores de pequena monta. A ocupação se desenvolveu em torno da principal via do bairro, a Avenida Frei Orlando, onde predomina a população de baixa renda — com exceção do Condomínio Ubá que, margeando a estrada do Jacaré, é um dos mais antigos da Região Oceânica. A favelização aparece sobretudo no morro da Boa Esperança, situado entre as estradas do Jacaré e Celso Peçanha.
Ainda na década de 2000, é possível observar a coexistência de sitiantes com áreas favelizadas, além de demais núcleos de baixa renda. Outra área de favelização situa-se no Vale Verde, que derivou da remoção de alguns moradores dos arredores da lagoa de Piratininga.

### Delimitação

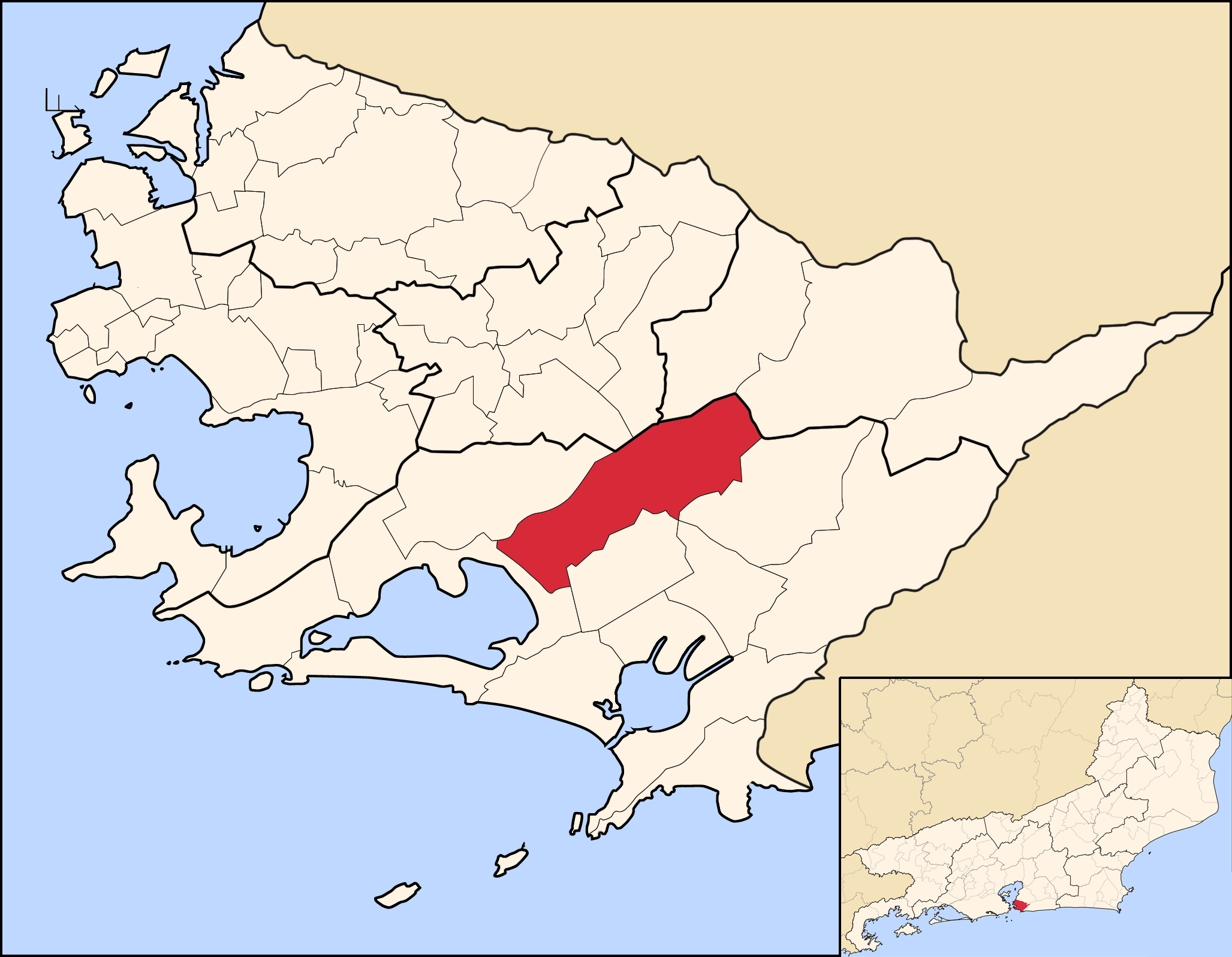
Localização do bairro do Jacaré no município de Niterói.

O território do Jacaré limita-se com Piratininga pela Estrada Francisco da Cruz Nunes, e também com Cafubá numa divisa tripla situada na esquina desta via com a Rua Roma (esta pertencente a Piratininga).
Pelo outro lado, ainda na Estrada Francisco da Cruz Nunes, limita-se um pouco após o cruzamento desta com a Rua Jornalista Siney Correa, com Piratininga e Santo Antônio.

### Demografia
Segundo o Censo IBGE de 2000, o Jacaré possuía 4154 habitantes.

### Serviços
No bairro está situado o Itaipu Multicenter, criado na década de 2000, e desde então o maior shopping da Região Oceânica. O centro comercial, apesar do nome, está situado a noroeste da Rua Jornalista Siney Correa, do outro lado da pista da Estrada Francisco da Cruz Nunes o que o faz com que esteja dentro dos limites do Jacaré.

## História
O Jacaré surge do parcelamento de uma grande fazenda, fato este que favoreceu a grilagem de suas terras. Desde a década de 1960 o Jacaré passou a ser ocupado por posseiros de terra. Nos anos 80, o município desapropriou parte dessas terras, para transferir a propriedade definitivamente aos seus moradores.
A ocupação se desenvolveu em torno do principal logradouro, a Avenida Frei Orlando, na época chamada Estrada do Jacaré. Em 1972, foi construído no bairro o Condomínio Ubá, embora seu acesso principal seja fora dele.